# Колючка дев'ятиголкова
Колючка дев'ятиголкова (Pungitius pungitius) — вид прісноводно-солонуватоводних риб родини колючкових (Gasterosteidae). Циркумарктична риба: Арктичний та Атлантичний басейни в районі Канади та Аляски, на південь до Нью-Джерсі, США; Тихоокеанське узбережжя Аляски, басейн Великих озер. В Євразії мешкає біля північного узбережжя Європи від Нідерландів до північної Росії, включаючи південну Норвегію і Балтійський басейн. Широко поширений у прісних водах східної Скандинавії. На схід поширений до Сибіру і Японії. Сягають 9.0 см довжиною, живуть до 5 років.